# Atles (os)
L'os atles és la primera vèrtebra cervical humana, constituïda per dues masses laterals unides per dos arcs, anterior i posterior, que ciscunscriuen el forat raquidi. Juntament amb l'axis, constitueixen la unió entre el crani i la columna vertebral. Es troba sota l'os occipital i damunt de l'axis, amb els quals s'articula. Una característica distintiva de l'atles és que no té cos vertebral.

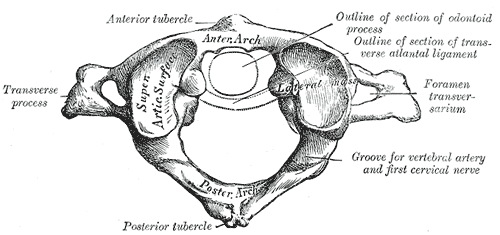
Visió superior de l'atles.
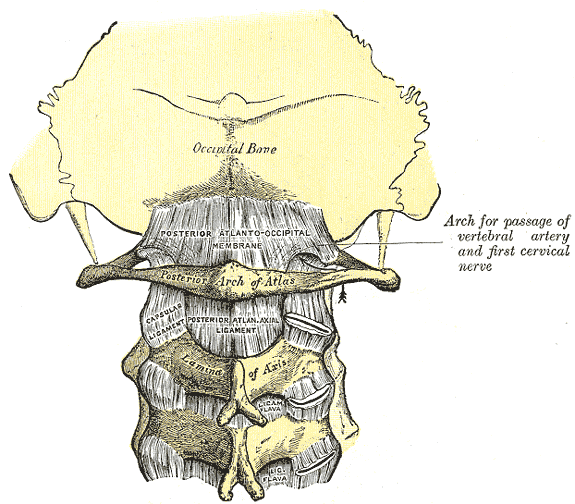
Membrana atlantooccipital posterior i lligament atlantoaxial. L'atles és visible al centre.